# Pitirim (patriarca di Mosca)
Pitirim, o Pitirim di Kruticy (in russo Питирим Крутицкий?; Suzdal', ... – Mosca, 19 aprile 1673), fu l'ottavo patriarca di Mosca e di tutte le Russie dal 1672 alla morte, avvenuta appena un anno dopo. Inoltre assolse la funzione di locum tenens della Cattedra patriarcale dal 1658 al 1667, cioè durante il periodo in cui il Patriarca Nikon si ritirò presso il monastero Nuova Gerusalemme da lui stesso fondato.

## Biografia
Al di là del luogo di nascita di Pitirim, la città di Suzdal', si sa poco delle origini del futuro patriarca. Dal 1650 ricoprì le funzioni di archimandrita del monastero di Nostro Salvatore e di San Eutimio di Suzdal'. Il 2 dicembre 1655 fu nominato metropolita di Kruticy. La residenza del capo dell'eparchia di Kruticy era sita nelle vicinanze del centro di Mosca, nei pressi dell'attuale quartiere Taganskij. I rapporti tra il patriarcato e l'eparchia erano quindi molto stretti.
Nel 1658 Nikon lasciò il patriarcato moscovita e Pitirim, in qualità di suo vice, si ritrovò a governare la Chiesa ortodossa russa. Dal 5 agosto 1664 al 7 luglio 1672 ricoprì anche la carica di metropolita di Novgorod la Grande e Pskov. Nel 1666 fu uno dei maggiori accusatori di Nikon al Sobor incaricato di giudicarlo. Nel febbraio dell'anno seguente, anche se Pitirim sembrava essere il favorito all'elezione patriarcale, fu invece scelto l'archimandrita Ioasaf II.
Alla morte di quest'ultimo, avvenuta nel 1672, Pitirim fu eletto patriarca. In quell'anno battezzò il futuro zar Pietro il Grande. Le sue condizioni di salute erano tuttavia molto precarie e il suo patriarcato durò meno di un anno, dal 7 luglio 1672 al 19 aprile 1673, giorno della sua morte. È seppellito presso la Cattedrale della Dormizione a Mosca.